# 印度短腺吸虫
印度短腺吸虫（学名：Brachylecithum indicus）为双腔科短腺属的动物。分布于印度以及中国大陆的山东等地，营寄生生活，终末宿主为喜马拉雅紫啸鸫的肝脏。